# Östliches Graues Riesenkänguru

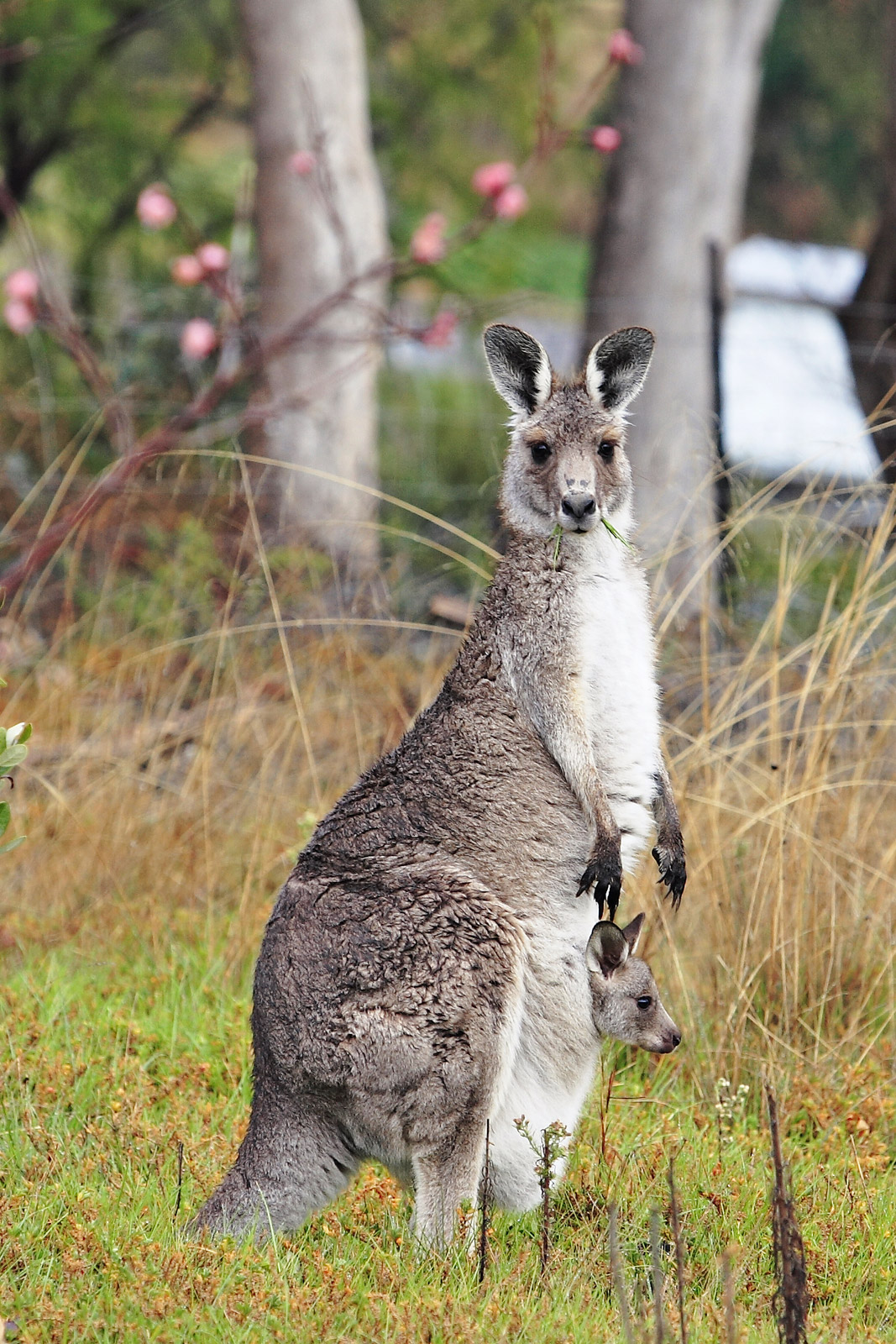
Kängurumutter mit Jungtier im Beutel

Das Östliche Graue Riesenkänguru (Macropus giganteus) ist eine Beuteltierart aus der Familie der Kängurus (Macropodidae). Nach dem Roten Riesenkänguru ist es der zweitgrößte Vertreter dieser Gruppe.

## Beschreibung
Östliche Graue Riesenkängurus sind großgewachsene Tiere. Sie erreichen 85 bis 140 Zentimeter Kopfrumpflänge, der kräftige Schwanz wird nochmals 75 bis 100 Zentimeter lang. Männchen werden oft doppelt so schwer wie Weibchen und können bis zu 55 Kilogramm erreichen. Wie alle Kängurus haben sie muskulöse Hinterbeine, kurze Vorderbeine und einen langgezogenen Kopf mit großen Ohren. Ihr raues, dichtes Fell ist silbergrau, wobei Tiere an den Küsten meist heller gefärbt sind als Tiere im Landesinneren.

## Verbreitung und Lebensraum

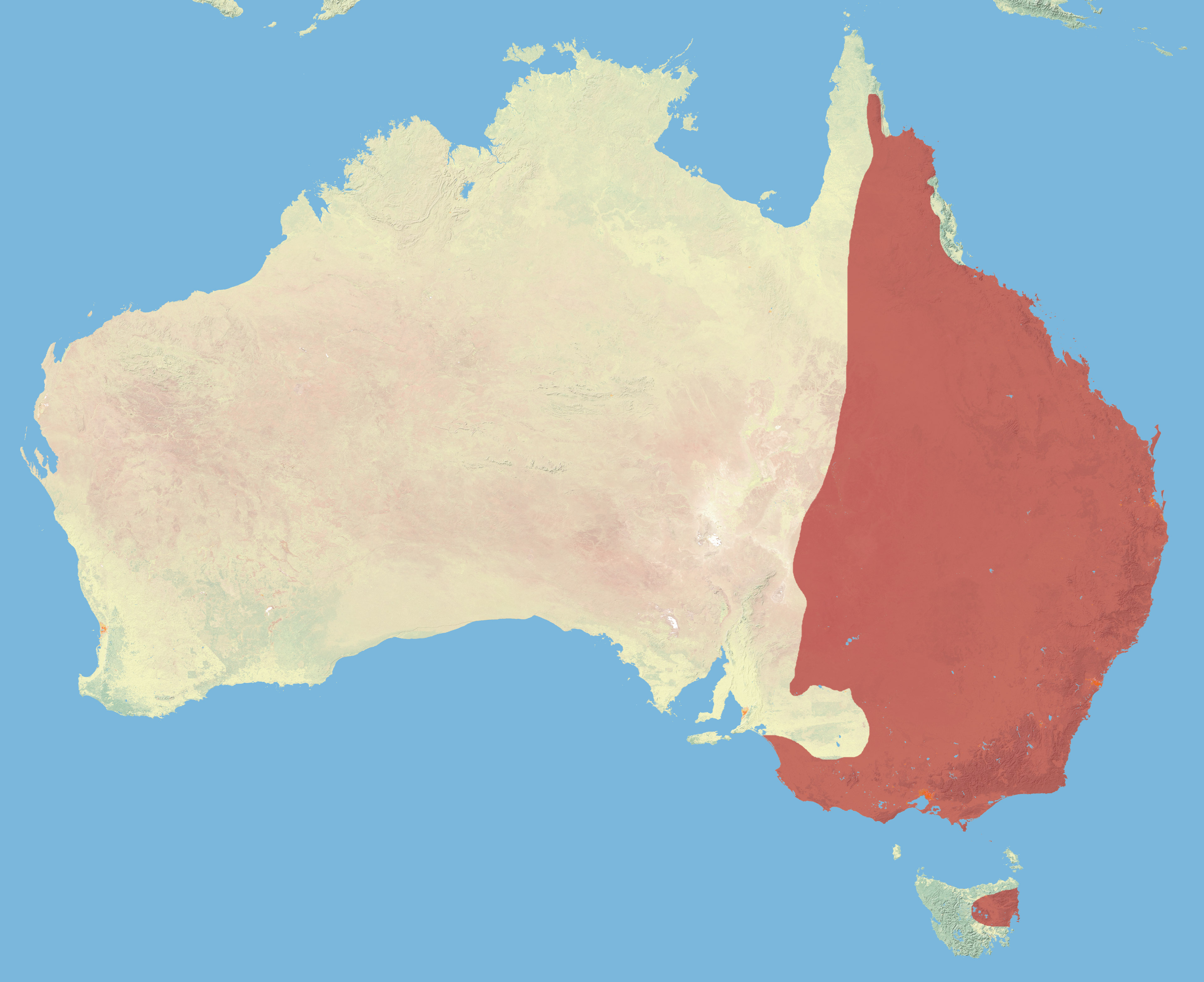
Verbreitungsgebiet des Östlichen Grauen Riesenkängurus

Östliche Graue Riesenkängurus bewohnen den ganzen Osten und Südosten Australiens einschließlich der Insel Tasmanien. Sie leben in einer Reihe von Habitaten, darunter offene Wälder und Grasländer, aber auch bewaldete Gebirgsregionen.

## Verhalten
Diese Tiere sind vorwiegend dämmerungs- oder nachtaktiv, tagsüber ruhen sie oft im Schatten. Sie sind sehr standorttreu und verlassen ihr Revier auch in Dürrezeiten nur selten. Ein Territorialverhalten ist nicht ausgeprägt.
Wie viele andere Kängurus kennen Riesenkängurus zwei Arten der Fortbewegung. Bei der Nahrungssuche bewegen sie sich auf allen vieren fort, stützen sich auf die kurzen Vorderbeine und grasen den Boden ab. Bei hohem Tempo hüpfen sie in der bekannten Weise nur mit den Hinterbeinen, der Schwanz dient der Balance.
Diese Kängurus leben in kleinen Gruppen von zehn bis dreißig Tieren. Diese bestehen aus mehreren Männchen und Weibchen sowie dem Nachwuchs und sind ein unorganisierter, lockerer Verband von Tieren, der oft nicht allzu langlebig ist. Die Männchen etablieren durch Kämpfe eine Rangordnung, die vor allem bei der Fortpflanzung von Bedeutung ist.

## Nahrung
Östliche Graue Riesenkängurus ernähren sich von Pflanzen, vorwiegend von Gräsern und in geringerem Ausmaß von Blättern. In Gefangenschaft fressen sie auch Früchte, in freier Natur wurde dieses Verhalten nicht beobachtet. Ein mehrkammeriger Magen und spezielle Mikroorganismen im Verdauungstrakt helfen bei der Verdauung der Nahrung.

## Fortpflanzung

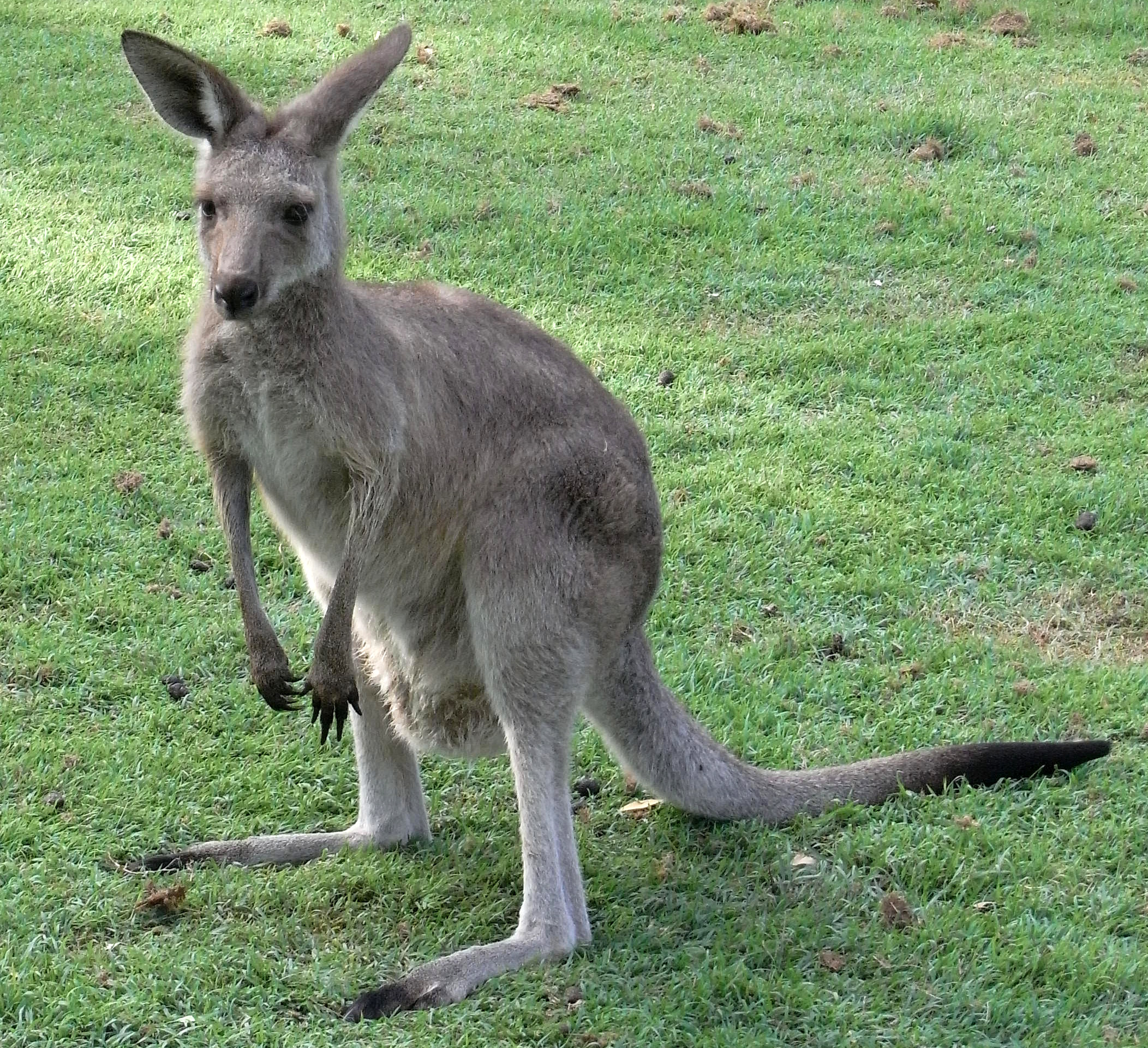
Junges Östliches Graues Riesenkänguru

Diese Kängurus haben einen gut entwickelten Beutel mit vier Zitzen. Die Tragzeit beträgt rund 36 Tage, die meisten Neugeborenen kommen im Frühling zur Welt, wenn das Nahrungsangebot am größten ist. In der Regel überwiegen Einlingsgeburten. Manchmal kommt es zu einer verzögerten Geburt, das Weibchen paart sich kurz nach der Geburt erneut, der Embryo wächst jedoch erst heran, wenn das vorherige Neugeborene entwöhnt wird oder stirbt.
Die Entwicklung des Jungtieres dauert sehr lang. Nach 280 Tagen kommt es erstmals aus dem Beutel, nach 320 Tagen verlässt es ihn dauernd. Es wird mit rund 18 Monaten entwöhnt und mit 20 Monaten geschlechtsreif. Die Lebenserwartung wird auf sieben bis zehn Jahre in freier Wildbahn geschätzt, in Einzelfällen können sie aber auch zwanzig Jahre und älter werden.

## Systematik
Diese Art gehört zur Gattung Macropus, zu der unter anderem auch das Rote Riesenkänguru, die Wallabys und die Bergkängurus gezählt werden. Sein nächster Verwandter ist das ähnliche, aber etwas kleinere Westliche Graue Riesenkänguru.
Der Artzusatz im wissenschaftlichen Namen ist das lateinische Wort giganteus (gigantisch/riesig). Kurz nach der Entdeckung zählte die Art zur Gattung Jaculus innerhalb der Springmäuse.

## Bedrohung

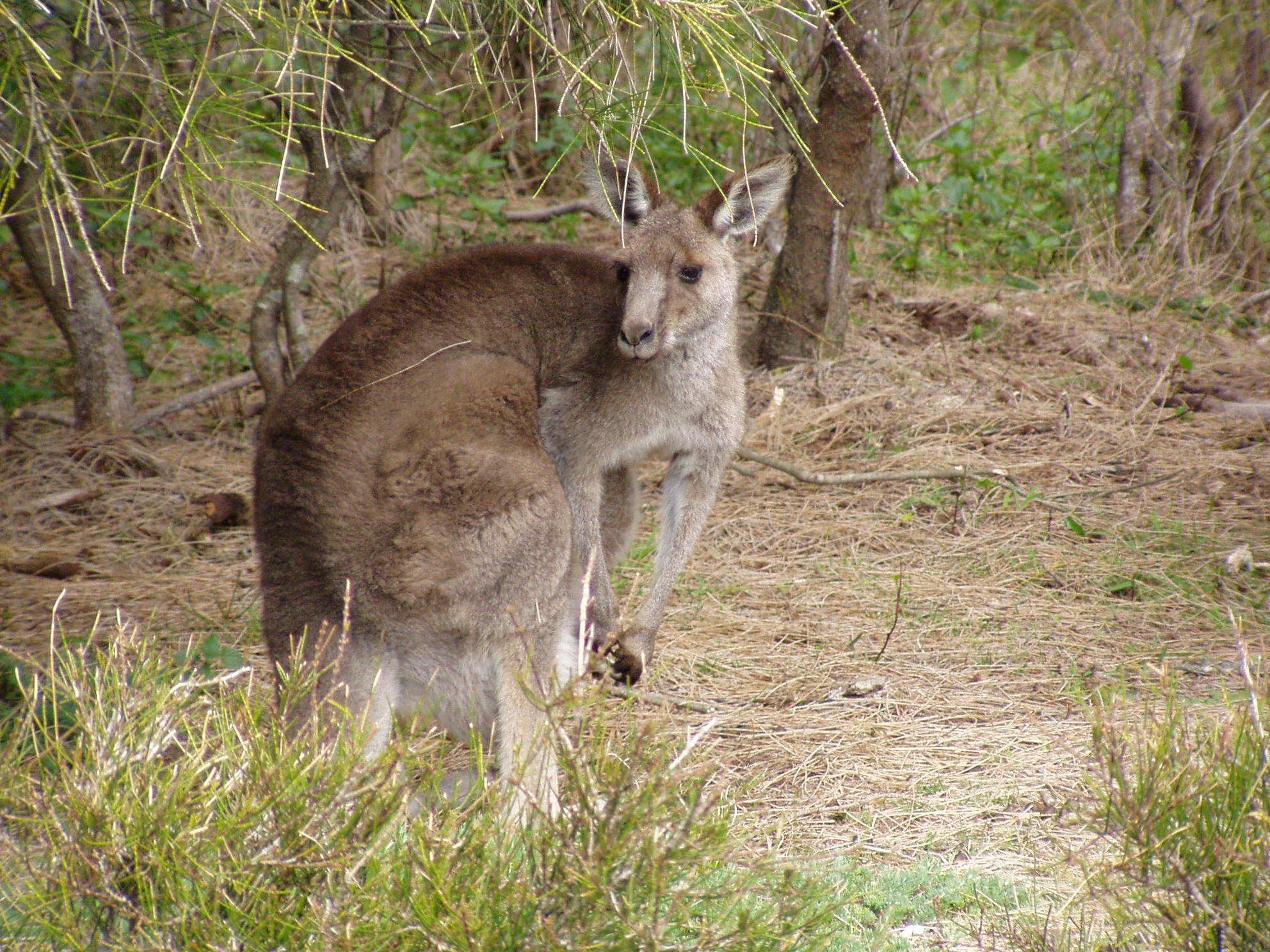
Östliches Graues Riesenkänguru im Murramarang-Nationalpark

Ausgewachsene Tiere haben kaum natürliche Feinde, Jungtiere fallen manchmal Dingos oder Greifvögeln zum Opfer. Ihre einzige ernstzunehmende Bedrohung stellt der Mensch dar.
Allerdings sind sie wie alle großen Känguruarten durch die Ankunft der Europäer weniger in Mitleidenschaft gezogen worden als kleinere Arten. Sie werden zwar wegen ihres Fleisches und manchmal auch wegen ihres Felles gejagt, die Jagd ist jedoch streng reglementiert. Aus manchen dicht besiedelten Regionen sind sie verschwunden, ansonsten haben sie ihren Siedlungsraum beibehalten können. Das Östliche Graue Riesenkänguru steht nicht auf der Liste bedrohter Arten.
Die Art wird in mehreren deutschen Zoos gepflegt.